# 中畑雅行
中畑 雅行（なかはた まさゆき、1959年9月27日 - ）は、日本の天体物理学者。専門はニュートリノ天文学。東京大学宇宙線研究所　シニアフェロー、東京大学名誉教授。
カミオカンデにより太陽ニュートリノを観測し、「太陽ニュートリノ問題」を確認した。そして、スーパーカミオカンデによりそれがニュートリノ振動によることを示した。

## 略歴
長野県松本市出身。長野県松本深志高等学校を経て、1982年、東京大学理学部物理学科卒業。1988年、東京大学大学院理学系研究科物理学専門課程博士課程修了。東京大学理学博士を授与される。
同年、東京大学宇宙線研究所助手。1990年から1993年までハンブルク大学博士研究員兼任。
1995年に助教授、2003年教授に就任。2007年にはカブリ数物連携宇宙研究機構主任研究員を併任した。
2014年、東京大学宇宙線研究所神岡宇宙素粒子研究施設長およびスーパーカミオカンデグループ代表者(spokesperson)に就任する。
2022年4月、東京大学宇宙線研究所長。神岡宇宙素粒子研究施設長を退任。
2024年3月、宇宙線研究所長を退任。
2024年11月、スーパーカミオカンデグループ代表者(spokesperson)を退任。
2025年4月、東京大学宇宙線研究所神岡宇宙素粒子研究施設 シニアフェロー。
2025年6月、東京大学名誉教授。

## 受賞歴等
- 1988年 - 朝日賞「超新星からのニュートリノ検出」（カミオカンデグループとして）
- 1989年 - アメリカ天文学会ブルーノ・ロッシ賞「The observations of neutrinos from SN1987A」（カミオカンデグループとして）
- 1990年 - 井上研究奨励賞「KAMIOKANDE-IIにおける8B太陽ニュートリノの観測」
- 1999年 - 朝日賞「ニュートリノに質量があることの発見 」（スーパーカミオカンデグループとして）
- 2001年 - 仁科記念賞「太陽ニュートリノの精密観測によるニュートリノ振動の発見」
- 2009年 - 井上学術賞「太陽ニュートリノの観測とニュートリノ振動の研究」
- 2011年 - 戸塚洋二賞「長年に亘る太陽ニュートリノとニュートリノ振動の研究」
- 2016年 - 基礎物理学賞(Super-Kamiokande, K2K/T2Kグループとして)[1]
- 2024年 - 紫綬褒章[2][3]

## 著書
- 『物理学の挑戦』（日本評論社、2006年）の第2章「ダークマターを探す」
- 『ブラックホールと高エネルギー現象』（日本評論社、シリーズ現代の天文学第8巻、2007年）の4.4節「ニュートリノ天文学」
- “Elementary Particles” Landolt-Bornswterin 21A（Springer, 2008年）の11章”Experimental Results on Neutrino masses and Mixings”共著
- 「宇宙究極の謎―暗黒物質,暗黒エネルギー,暗黒時代―」（クバプロ書籍, 2009年）の「暗黒物質の正体は？」
- 『素粒子物理学ハンドブック』（朝倉書店、2010年）3.6a節「ニュートリノ振動と直接測定」
- 『カミオカンデとニュートリノ』（丸善出版、鈴木厚人[監修]、2016年）の3章「消えた太陽ニュートリノの謎を追う」、4章「超新星爆発ニュートリノの初検出」、5章「大気ニュートリノもおかしい」